# Premio Mercè Rodoreda de cuentos y narraciones
El Premio Mercè Rodoreda de cuentos y narraciones (en catalán Premi Mercè Rodoreda de contes i narracions) es un premio literario español, en lengua catalana convocado por Òmnium Cultural y la Fundación Enciclopedia Catalana y editado por Ediciones Proa.
Al premio pueden optar las obras de cuentos o narraciones originales e inéditas, escritas en catalán. Su entrega se produce durante la Noche literaria de Santa Lucía en el mes de diciembre y tiene una dotación económica de 10 000 euros.

## Historia
Inicialmente se denominaba Premio Víctor Català, el cual fue concedido por vez primera en 1953 por la editorial Selecta; en 1998 cambió de nombre por el actual Premio Mercè Rodoreda de cuentos y narraciones.

## Premiados

### Premio Víctor Català
- 1953 Jordi Sarsanedas, por Mites
- 1954 Pere Calders, por Cròniques de la veritat oculta
- 1955 Lluís Ferran de Pol, por La ciutat i el tròpic
- 1956 Manuel de Pedrolo, por Crèdits humans
- 1957 Mercè Rodoreda, por Vint-i-dos contes
- 1958 Josep Maria Espinàs, por Varietés
- 1959 Josep A. Baixeras, por Perquè no
- 1960 Ramon Folch i Camarasa, por Sala d'espera
- 1961 Estanislau Torres, por La Xera
- 1962 Jordi Maluquer, por Pol·len
- 1963 Carles Macià, por La nostra terra de cada dia
- 1964 Joaquim Carbó, por Solucions provisionals
- 1965 Víctor Mora, por El cafè dels homes tristos
- 1966 Guillem Viladot, por La gent i el vent
- 1967 Terenci Moix, por La torre dels vicis capitals
- 1968 Jaume Vidal Alcover, por Les quatre llunes
- 1969 Robert Saladrigas, por Boires
- 1970 Montserrat Roig, por Molta roba i poc sabó
- 1971 Gabriel Janer Manila, por El cementiri de les roses
- 1972 Josep Albanell, por Les parets de l'insomni
- 1973 Jaume Cabré, por Atrafegada calor
- 1974 Beatriu Civera, por Vides alienes
- 1975 Xavier Romeu, por La mort en punt
- 1976 Antoni Mus, por Vida i miracles de n'Aineta dels matalassos
- 1977 Joan Rendé, por Sumari d'homicida
- 1978 Isabel-Clara Simó, por És quan miro que hi veig clar
- 1979 Joan Cases, por Pols de terrat
- 1980 Margarida Aritzeta, por Quan la pedra es torna fang a les mans
- 1981 Francesc d'Assís Sales, por Les alveolars a la Romània
- 1982 Llorença Sant Marc, por Quaranta històries
- 1983 Pau Faner, por Lady Valentine
- 1984 Llorenç Capellà, por Una cinta de dol al capell
- 1985 Maria Mercè Roca, por Sort que hi ha l'horitzó
- 1986 Jordi Condal, por Els germans Pinçons
- 1987 Jordi Jané, por Microcosmos
- 1988 Carme Guasch, por Situacions insulars
- 1989 Magí Sunyer, por La serp
- 1990 Rafa Gomar, por Legítima defensa
- 1991 Joaquim Soler, por A una sola veu
- 1992 No convocado
- 1993 No convocado
- 1994 No convocado
- 1995 No convocado
- 1996 No convocado
- 1997 Miquel de Palol, por Contes per a vells adolescents

### Premio Mercè Rodoreda
- 1998 Albert Roca, por Galeries subterrànies
- 1999 Cèlia Sànchez-Mústich, por El tacte de l'ametella
- 2000 Xavier Gual, por Delirium tremens
- 2001 Àngel Burgas, por Adéu
- 2002 Lluís Muntada i Vendrell, por Canvi d'agulles
- 2003 Joan Rendé, por Una pedra a la sabata
- 2004 Vicenç Pagès, por Com vols que ho sàpiga?
- 2005 Joan Esculies Serrat, por Tràilers
- 2006 Borja Bagunyà, por La mida de totes les coses (título provisional)
- 2007 Guillem Frontera, por La mort i la pluja
- 2008 Víctor Alexandre, por Set dones i un home sol
- 2009 Monika Zgustová, por Contes de la lluna absent
- 2010 Alba Dedeu, por Gats al parc[1]
- 2011 Ramon Erra, por La vida per rail[2]
- 2012 Tina Vallès, por El parèntesi més llarg[3]
- 2013 Neus Canyelles, por Mai no sé què faré fora de casa[4]
- 2014 Maria Mercè Cuartiella, por Gent que tu coneixes[5]
- 2015 Empar Moliner, por Tot això ho faig perquè tinc molta por[6]
- 2016 Jenn Díaz, por Vida familiar
- 2017 Clara Queraltó, por El que pensen els altres
- 2018 Víctor Garcia Tur, por El país dels cecs
- 2019 Carlota Gurt, por Cavalcarem tota la nit
- 2020 Anna Gas, por El pèndol